# Pseudocordylus
Pseudocordylus es un género de reptiles escamosos de la familia Cordylidae propios del sur de África.

## Especies
Según The Reptile Database:
- Pseudocordylus langi Loveridge, 1944
- Pseudocordylus melanotus (Smith, 1838)
- Pseudocordylus microlepidotus (Cuvier, 1829)
- Pseudocordylus spinosus Fitzsimons, 1947
- Pseudocordylus subviridis (Smith, 1838)
- Pseudocordylus transvaalensis Fitzsimons, 1943